# Lýdia Jakubisová
Lýdia Jakubisová, geborene Fábryová (* 14. Oktober 1981 in Bojnice) ist eine slowakische Handballspielerin und -trainerin.

## Vereinskarriere
Sie spielte von 1995 bis 1996 für HK Lehota pod Vtáčnikom, danach drei Jahre lang für HK Prievidza und anschließend von 1999 bis 2002 für Bánovce nad Bebravou. Von 2002 bis 2004 stand sie bei HK Slávia Partizánske und von 2005 bis 2007 bei HK Duslo Šaľa unter Vertrag. 2007 wechselte die 1,69 m große Linkshänderin, die vornehmlich auf der rechten Angriffsseite zum Einsatz kommt, zum deutschen Bundesligisten Rhein-Main Bienen. Zur Saison 2009 wechselte sie zur DJK/MJC Trier; nach einer Spielzeit im Sommer 2010 zum VfL Oldenburg. Seit der Saison 2011/12 läuft sie für den Thüringer HC auf. Mit dem THC gewann sie 2012, 2013, 2014, 2015, 2016 und 2018 die deutsche Meisterschaft sowie 2013 den DHB-Pokal. Nach der Saison 2021/22 beendete sie ihre Profilaufbahn. Gelegentlich läuft sie für die 2. Mannschaft und für die 1. Mannschaft des Thüringer HC auf. Beim Gewinn der EHF European League im Jahr 2025 kam sie ebenfalls zum Einsatz.

## Nationalmannschaft
Sie spielte für die slowakische Nationalmannschaft in 125 Länderspielen.

## Trainerkarriere
Jakubisová trainierte während ihrer Profilaufbahn Nachwuchsmannschaften beim Thüringer HC. Mittlerweile trainiert sie die 2. Mannschaft des THC, die in der 3. Liga antritt.